# 克里亚·吉尔伯特
卡利亞·基拔（英語：Kerrea Gilbert，1987年2月28日—）生於英国汉默史密斯，是一名已退役英格兰籍職業足球員，於2010年夏季約滿離開母會阿仙奴。

## 生平
直到2005/06年，基拔通常在阿仙奴的青年后备队效力。他在首次在2005年11月29日的联赛杯赛事上场，并于12月7日，在一个欧洲联赛冠军杯比赛对阿積士，作为替代左后卫，入替受伤的劳伦。2006年7月21日阿仙奴宣布，将基拔出借卡迪夫城整个2006-07赛季，其后转借给修安聯。2008年1月3日返回阿仙奴授予46号码。2008年2月11日，阿仙奴的英超联赛比赛中对布莱克本作为后备球员。但2008年7月10日，基拔被出借莱斯特城的一个赛季之久。2009年3月3日主場對，開賽後僅兩分鐘，基拔的傳中球「撻Q」卻直入網角，是他個人首個入球。基拔在外借期間成為常規正選，整季上陣達39場及射入1球，協助莱斯特城贏取英甲聯賽冠軍及重返英冠。
2009/10年上半季僅於兩場英格蘭聯賽盃及一場無關痛癢的歐聯分組賽上陣，將於季後約滿的基拔獲外借到英冠榜末球會彼德堡直到球季結束，期間上陣10場。
2010年夏季基拔約滿阿仙奴成為自由球員，僅為母會合共上陣10場，英超「升班馬」黑池有意羅致，其後前往參加試訓，惟未有獲得錄用。

## 榮譽
李斯特城
- 英格蘭足球甲級聯賽冠軍：2008/09年；

## 外部連結
- （英文）足球数据库：克里亚·吉尔伯特的球员统计数据
- （英文）arsenal.com profile